# Ga Hòa Duyệt
Ga Hòa Duyệt là một nhà ga xe lửa tại huyện Vũ Quang, tỉnh Hà Tĩnh. Nhà ga là một điểm trên tuyến đường sắt Bắc Nam tiếp nối sau ga Yên Duệ và trước ga Thanh Luyện.